# (925) Alphonsina
(925) Alphonsina est un astéroïde évoluant dans la ceinture principale, découvert le 13 janvier 1920 par l'astronome catalan Josep Comas i Solà depuis l'observatoire Fabra à Barcelone.
Son nom est un hommage à deux rois : Alphonse X de Castille et Alphonse XIII d'Espagne.